# 34-я улица — Хадсон-Ярдс (линия Флашинг, Ай-ар-ти)
|   |   |   |   |
| · | · | · | · |

|   |   |   |   |
| · | · | · | · |

«34-я улица — Хадсон-Ярдс» (англ. 34th Street–Hudson Yards) — станция Нью-Йоркского метрополитена, расположенная на линии Флашинг, Ай-ар-ти. Станция открылась в сентябре 2015 года на западном конце линии Флашинг, в Манхэттене, западнее прежней конечной станции Таймс-сквер. На станции останавливаются маршруты 7 (круглосуточно) и <7> (в часы пик в пиковом направлении). Станция является южной конечной для обоих маршрутов. Оба пути заканчиваются тупиками: поезд приходит на любой из путей и отправляется обратно.
Станция имеет два пути и одну островную платформу с большим мезонином над ними. На станции ожидался пассажиропоток, сравнимый с пассажиропотоком самого загруженного в метрополитене пересадочного узла Таймс-сквер — 42-я улица — около 200 тысяч человек в день. По данным за 2017 год, пассажиропоток на станции гораздо меньше — в среднем около 10 тысяч пассажиров в день.
Продление линии Флашинг на запад было задумано вместе со строительством Вестсайдского стадиона для Олимпиады 2012 года, одним из кандидатов на проведение которой был Нью-Йорк. План строительства стадиона был отменён ещё раньше, чем было принято решение о проведении Олимпиады в Лондоне, однако план продления линии метро остался в силе, поскольку руководство Нью-Йорка поставило задачу превратить этот район складов и железнодорожных депо в деловой район в духе большей части Манхэттена. Были реализованы также проекты расширения конференц-центра имени Джейкоба К. Джейвица, расположенного рядом со строящейся станцией, и эстакадного парка Хай-Лайн, выходящего к ней.
Станция должна была открыться в декабре 2013 года, однако начиная с 2011 года открытие несколько раз откладывалось в связи с задержкой монтажа сигнализации, наклонных лифтов и охранных систем.
13 сентября 2015 года станция была открыта. Это первое с 1989 года открытие новой станции с новым участком путей (за это время была открыта только в 2009 году станция Саут-Ферри, но она была построена как замена для старой станции Саут-Ферри, расположенной рядом).

## Галерея

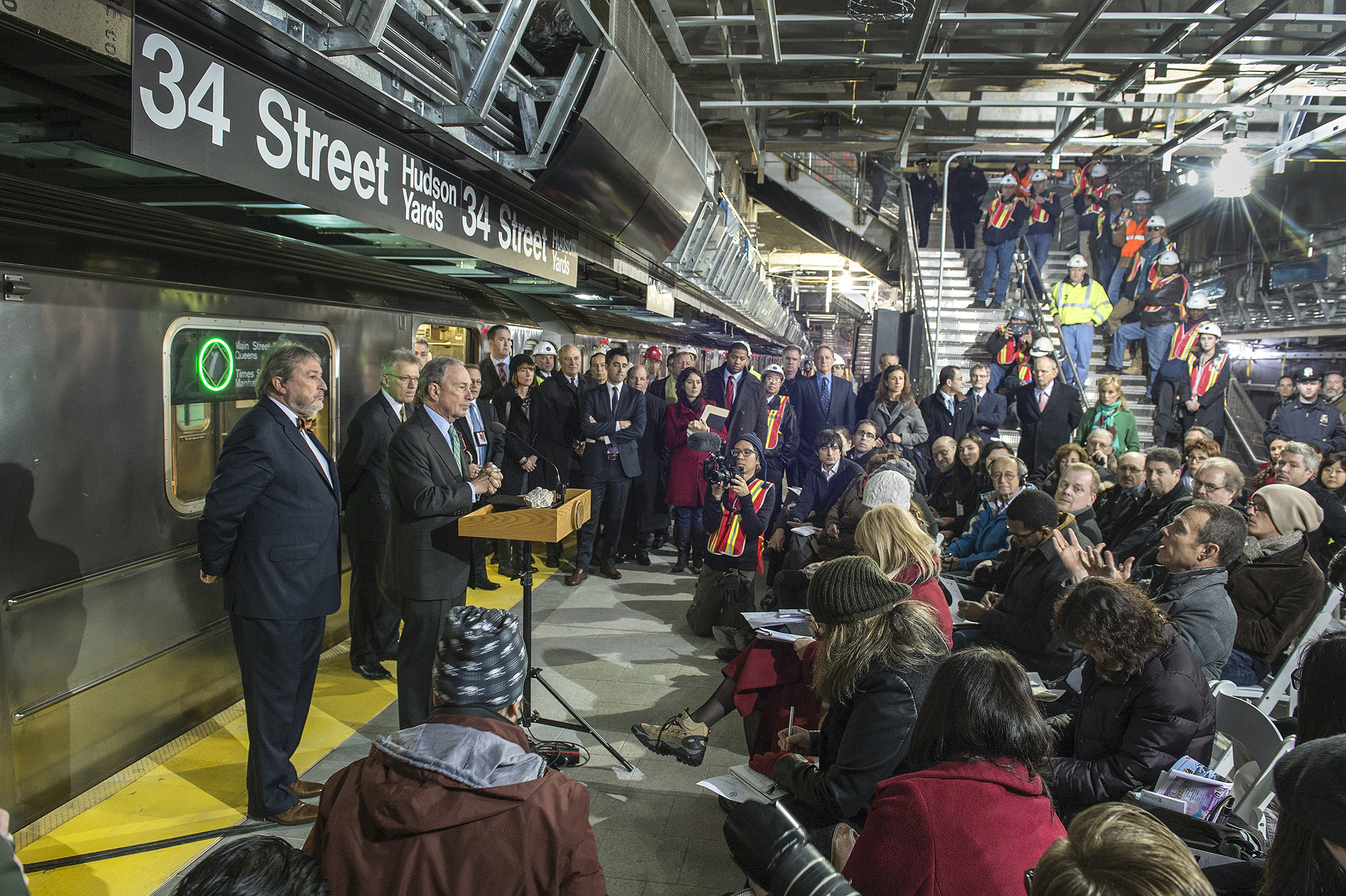
Церемония на строящейся станции с участием мэра М. Блумберга в декабре 2013 года
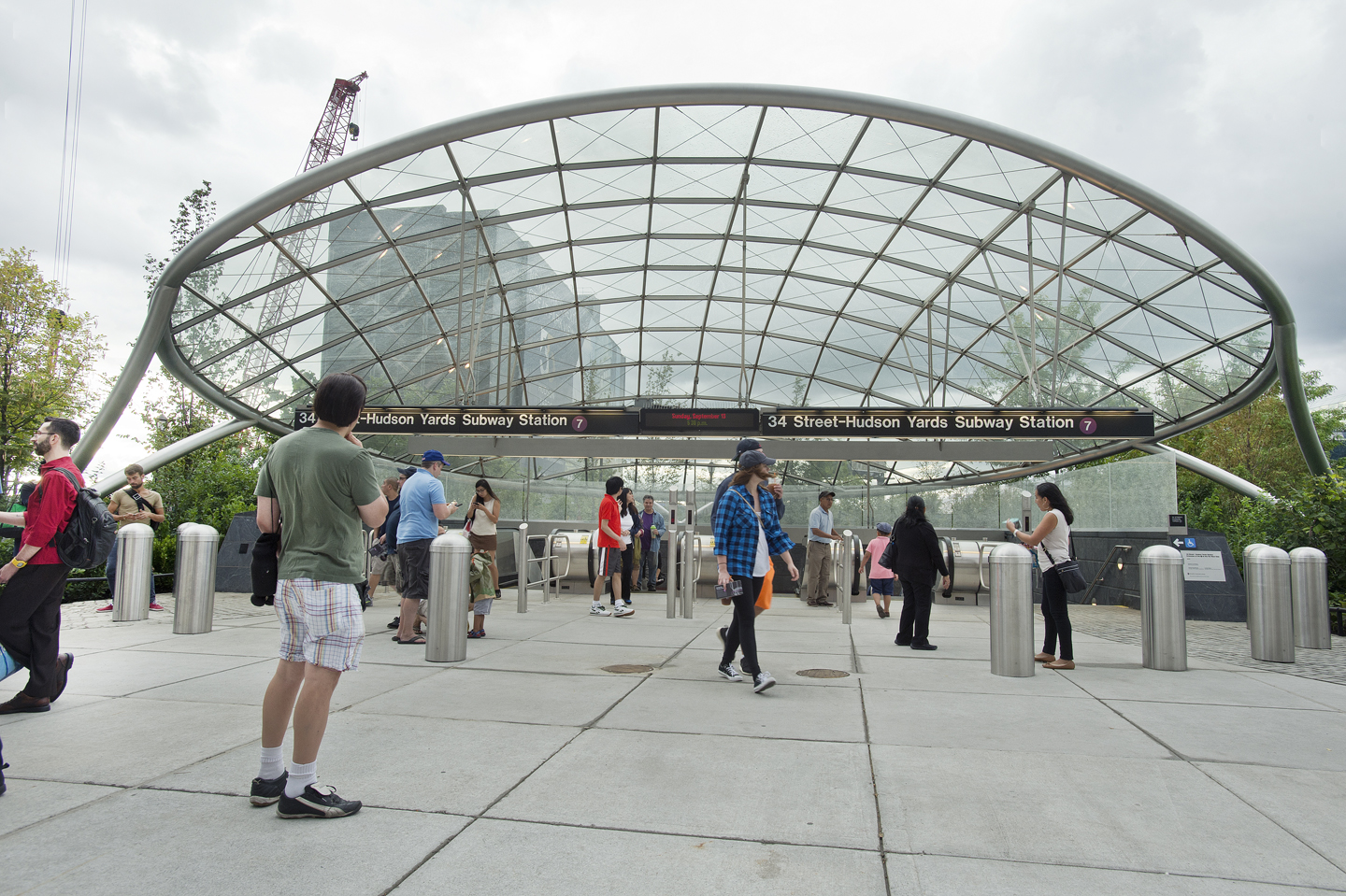
Главный вход
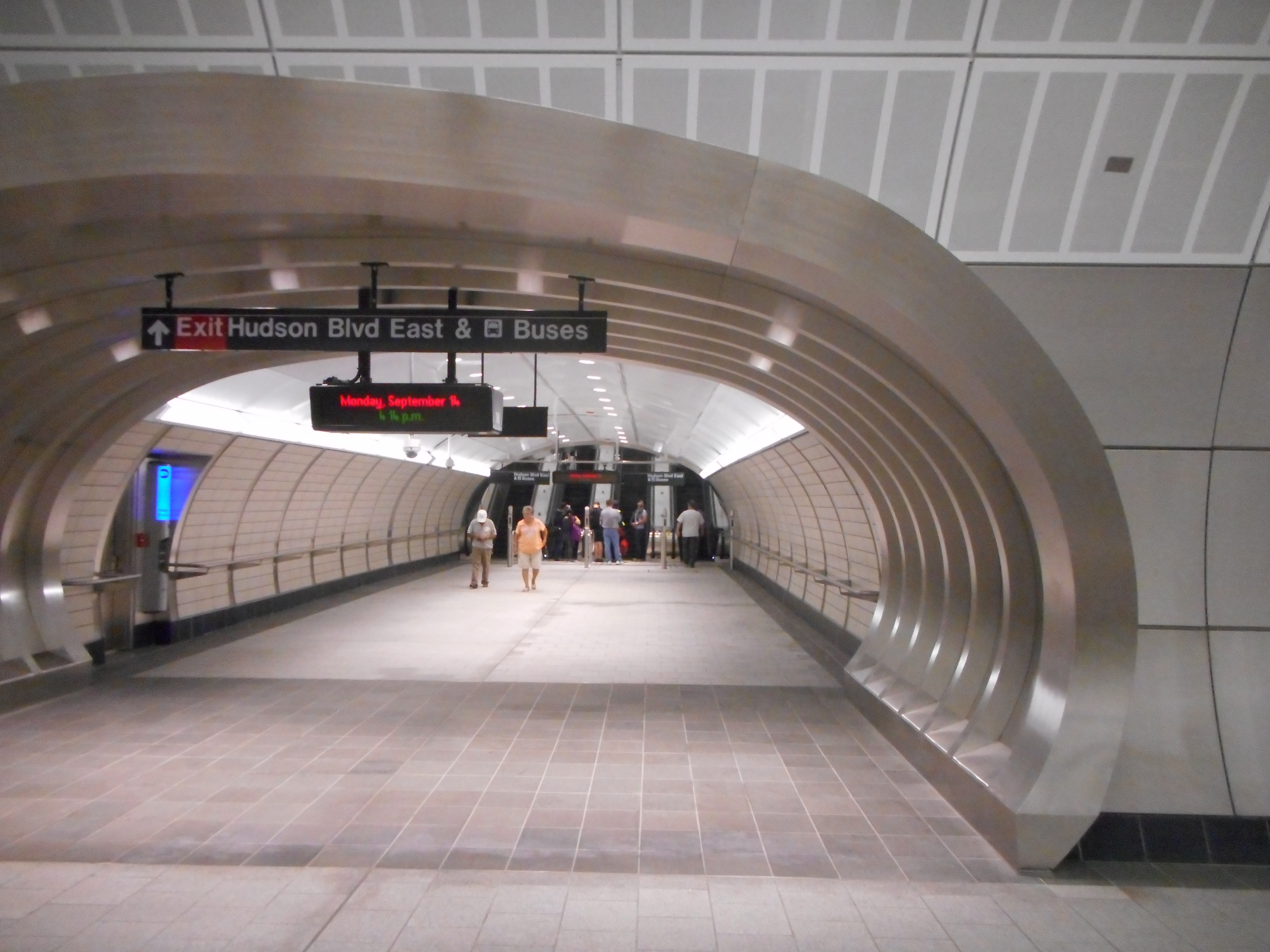
Нижний мезонин
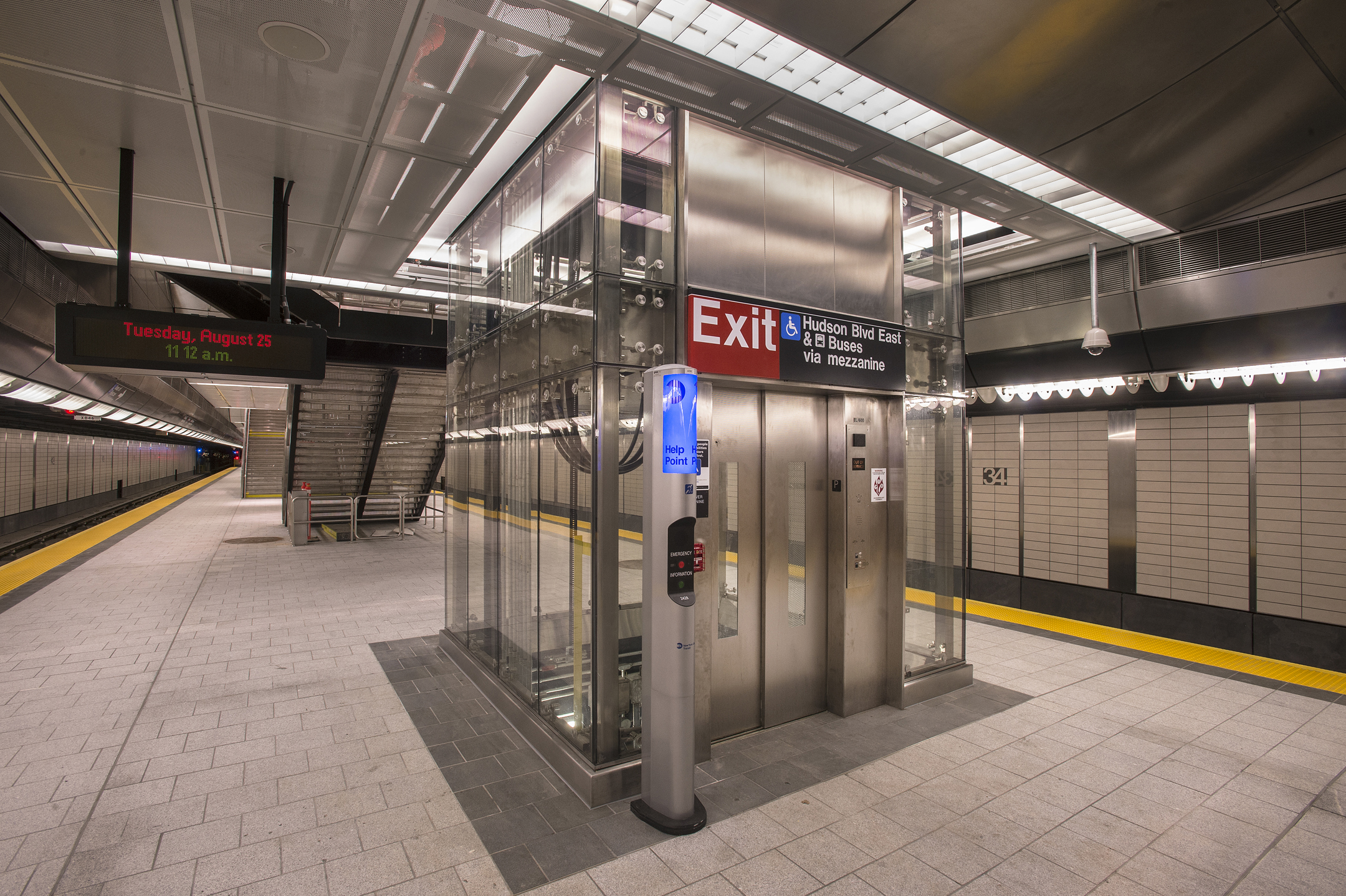
Платформа за несколько дней до открытия
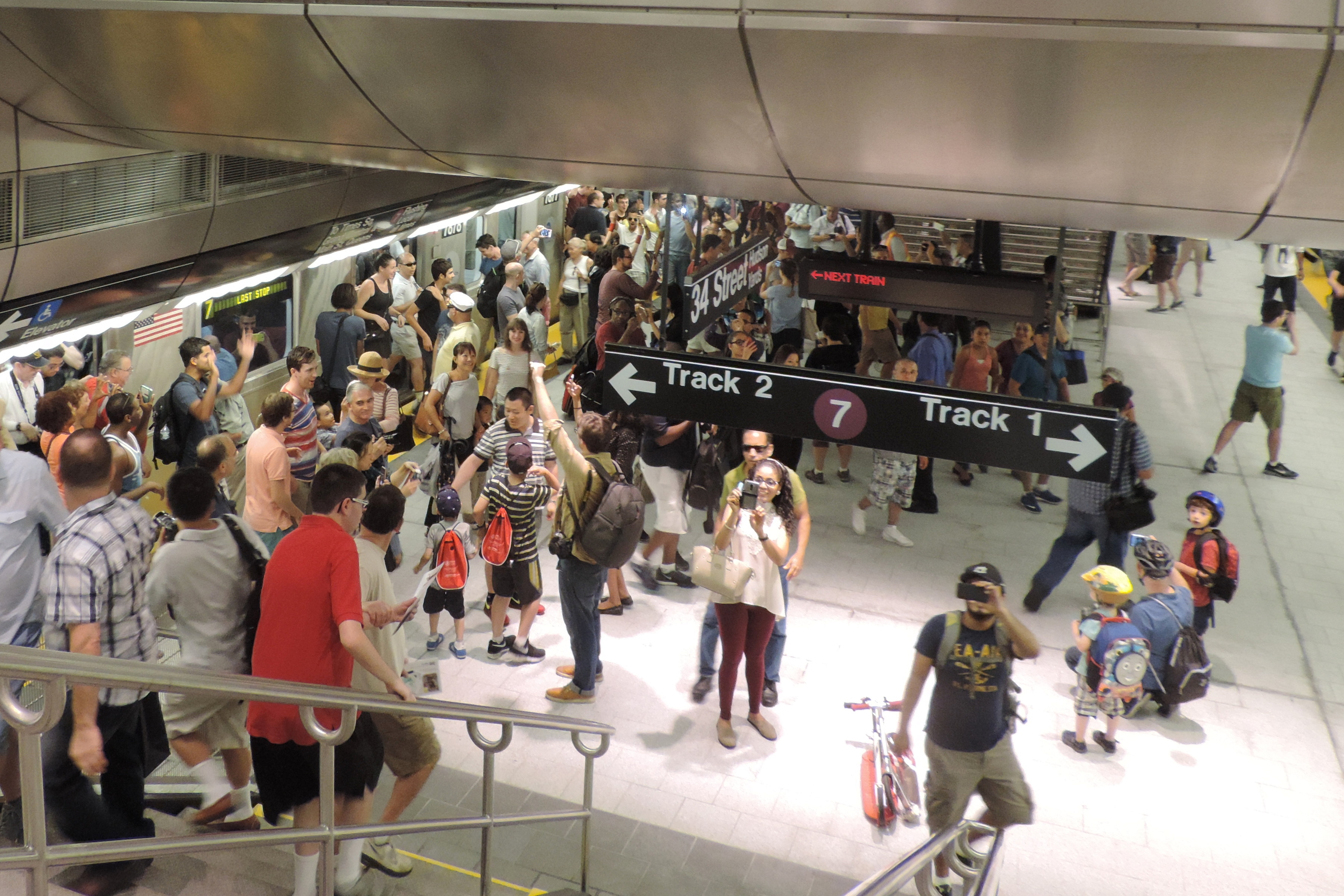
Прибытие первого пассажирского поезда
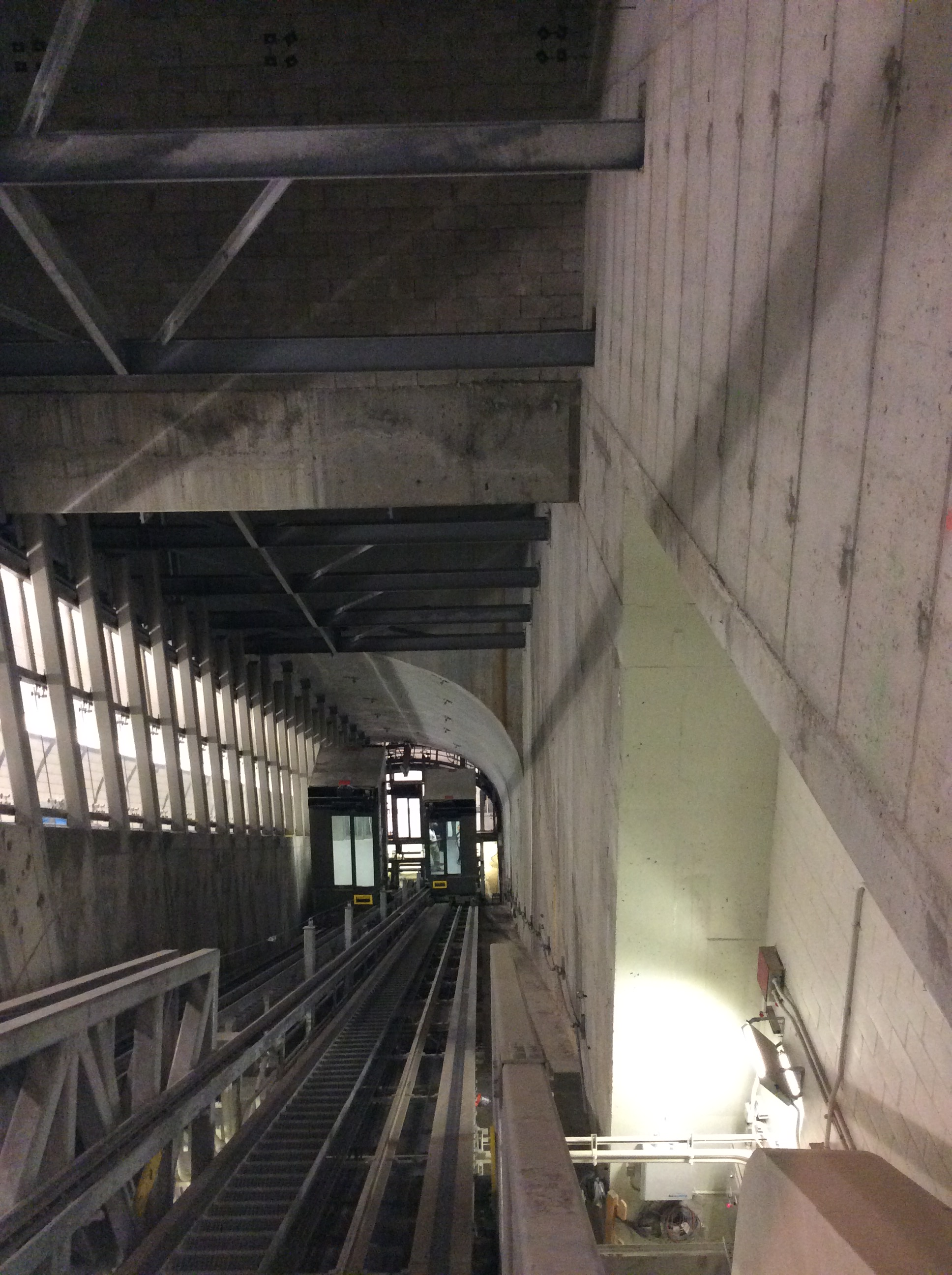
Наклонные лифты